# Porvoon Keskuskenttä
Der Porvoon Keskuskenttä ist ein Fußballstadion mit Leichtathletikanlage in der finnischen Stadt Porvoo am Finnischen Meerbusen. Das Stadion bietet 2000 Zuschauerplätze.

## Geschichte
Die Anlage, 50 km nordöstlich der Hauptstadt Helsinki, war während der Olympischen Sommerspiele 1952 Austragungsort von vier Hockeyspielen in der Trostrunde. Der 1992 gegründete Fußballverein FC Futura trägt hier seine Heimspiele aus. Des Weiteren nutzt das American-Football-Team der Porvoo Butchers und die Rugby-Union-Mannschaft der Old Town Shamrocks die Anlage.